# Kaspaza-3
Kaspaza-3 je protein kodiran genom CASP3 i pripada obitelji cistein-aspartat proteaza (kaspaza), specifičnih endoproteaza koje koriste cistein kao katalitički nukleofil u aktivnom mjestu. Te proteaze cijepaju ciljne proteine neposredno nakon ostatka asparaginske kiseline. Kaspaza-3 ima ključnu ulogu u signalnim putovima programirane stanične smrti (apoptoze), djelujući kao glavna efektorska kaspaza koja prenosi apoptotske signale izazvane unutarnjim i vanjskim podražajima.

### Podjela kaspaza
Ljudske kaspaze svrstavaju se u dvije glavne skupine: apoptotske kaspaze i upalne kaspaze. Apoptotske kaspaze se dodatno dijele na inicijatorske i efektorske kaspaze. Kaspaza-3 pripada skupini efektorskih kaspaza, koje izvršavaju razgradnju staničnih komponenti nakon što ih aktiviraju inicijatorske kaspaze.

## Struktura kaspaze-3
Kaspaza-3, čija molekularna masa iznosi oko 32 kDa, se u stanici sintetizira kao neaktivni zimogen, poznat kao prokaspaza-3. U svojoj neaktivnoj formi, prokaspaza-3 je stabilan dimer, a svaki monomer sadrži:
- kratku N-terminalnu prodomenu (koja se uklanja tijekom aktivacije),
- veliku podjedinicu,
- malu podjedinicu,
- aktivno mjesto koje uključuje katalitički par aminokiselina – histidin i cistein.

Aktivacija kaspaze-3 događa se cijepanjem između male i velike podjedinice, što uzrokuje konformacijske promjene koje omogućuju formiranje aktivne enzimske forme. Aktivni enzim čini tetramer sastavljen od dva identična heterodimera (svaki sastavljen od velike i male podjedinice), s dva aktivna mjesta.
Svako aktivno mjesto sadrži konzervirani histidin–cistein motiv, koji omogućuje specifično cijepanje supstrata na sekvenci aminokiselina Asp–Glu–Val–Asp (DEVD). Ta specifičnost ključna je za selektivnu razgradnju staničnih proteina tijekom apoptoze.

### Otkriće strukture kaspaze-3
Struktura kaspaze-3 određena je pomoću rendgenske kristalografije, korištenjem rekombinantnog ljudskog proteina izraženog u bakteriji Escherichia coli. Protein je eksprimiran u obliku odvojenih podjedinica (p17 i p12), pročišćen, ponovno savijen („foldan“) i stabiliziran peptidnim inhibitorom da bi se mogao kristalizirati. Kristali su dobiveni pri niskom pH i analizirani rendgenskim zrakama u Swiss Light Source-u, pri čemu je postignuta visoka rezolucija od 1,06 Å.
Konačna 3D struktura prikazuje aktivni enzim kao dimer sastavljen od dvije p17 i dvije p12 podjedinice koje tvore jezgru građenu od šest β-lanaca u središtu, okruženih sa po pet alfa-uzvojnica sa svake strane (Slika 1). Ovaj oblik poznat je kao kaspaza-hemoglobinaza strukturni nabor (eng. caspase-hemoglobinase fold), koji je zajednički svim kaspazama.

## Funkcija kaspaze-3
Kaspaza-3 predstavlja ključnu egzekucijsku kaspazu u procesu programirane stanične smrti, odnosno apoptoze. Primarna funkcija kaspaze-3 je proteolitička degradacija unutarstaničnih struktura i regulatornih proteina, što rezultira ireverzibilnim morfološkim i biokemijskim promjenama stanice. Proteolitička aktivnost kaspaze-3 dovodi do karakterističnih značajki apoptoze, poput kondenzacije kromatina, fragmentacije DNA i stvaranja apoptotičkih tijela. Aktivacijom ovih mehanizama, kaspaza-3 omogućava energetski kontroliran oblik stanične smrti, čime ima važnu ulogu u održavanju homeostaze u višestaničnim organizmima. Njezina je funkcija regulirana posttranslacijskim modifikacijama te interakcijama s drugim staničnim proteinima.

## Aktivacija kaspaze-3
Aktivacija proteina kaspaze-3 uključuje aktivaciju neaktivnog zimogena prokaspaze-3 putem njezinog proteolitičkog cijepanje od strane inicijatorskih kaspaza. Kaspaza-8 kao inicijatorska kaspaza sudjeluje u procesu vanjskog (ekstrinzičkog) apoptotskog puta, dok je incijatorska kaspaza-9 uključena u unutarnjem, mitohondrijski ovisnome putu.
Unutarnji, mitohondrijski ovisan put se aktivira kada stanica prepozna unutarnje oštećenje, kao što je oštećenje DNA ili oksidativni stres. U tom slučaju, proteini iz obitelji Bcl-2, poput Bax i Bak, mijenjaju propusnost mitohondrijske membrane, što dovodi do otpuštanja citokroma c iz mitohondrija u citoplazmu. Citokrom c zatim tvori kompleks s Apaf-1 i molekulom dATP, stvarajući multiproteinski kompleks poznat kao apoptosom. U okviru apoptosoma, dolazi do aktivacije kaspaze-9, koja potom aktivira kaspazu-3.
Vanjski ili receptorski put aktivira se putem specifičnih receptora na površini stanice koji pripadaju obitelji receptora smrti, kao što je Fas receptor. Kada se na te receptore vežu odgovarajući ligandi, dolazi do formiranja DISC kompleksa (eng. death-inducing signaling complex), koji aktivira kaspazu-8. Aktivirana kaspaza-8 zatim može izravno cijepati i aktivirati kaspazu-3.

## Lokalizacija kaspaze-3 u stanici
Prokaspaza-3 se, u svom neaktivnom obliku, sintetski proizvodi u citosolu na slobodnim ribosomima. Međutim, kako ne posjeduje signalnu peptidnu sekvencu ni domene za njezin transport u endoplazmatski retikulum, mitohondrij ili staničnu jezgru, njezina lokalizacija u fiziološkim uvjetima ostaje isključivo citoplazmatska.
Nakon aktivacije, kaspaza-3 u početku djeluju u citoplazmi, gdje sudjeluje u razgradnji supstrata povezanih s održavanjem integriteta citoskeleta, mitohondrijske funkcije i transdukcije signala. No, napretkom apoptoze, dolazi do prijenosa aktivne kaspaze-3 u staničnu jezgru. Iako ne sadrži klasičnu nuklearnu lokalizacijsku sekvencu, transport kaspaze-3 u jezgru omogućen je proteolitičkom degradacijom unutarnje jezgrine ovojnice. Takva je razgradnja posljedica cijepanja lamina A/C od strane same kaspaze-3. Spomenuta kompromitacija jezgrine barijere rezultat je pasivne difuzije aktivne kaspaze-3 iz citoplazme u nukleoplazmu.

## Interakcije kaspaze-3 s drugim proteinima
Kaspaza-3 uspostavlja složene i funkcionalno ključne interakcije s različitim proteinima. Takve interakcije omogućuju preciznu i učinkovitu regulaciju procesa programirane stanične smrti, apoptoze. 

### Interakcija kaspaze-3 i ICAD-a u apoptozi
Jedan od ključnih proteina s kojim kaspaza-3 stupa u interakciju jesu ICAD (eng. Inhibitor of Caspase-Activated DNase) proteini. U zdravim stanicama ICAD se veže za enzim CAD (eng. Caspase-Activated DNase) čime sprječava njegovu aktivnost. Uloga CAD enzima očituje se u fragmentaciji DNA, što označava ključni korak u završnoj fazi apoptoze. Svojom aktivacijom, kaspaza-3 cijepa ICAD, oslobađajući pritom CAD iz njegovog inhibitora. Oslobođeni CAD zatim migrira u jezgru i započinje fragmentaciju genomske DNA, što rezultira raspadom DNA i pripremom stanice za kontroliranu smrt.

### Interakcija kaspaze-3 i PARP-a u apoptozi
PARP (eng. Poly (ADP-ribose) polymerase) je obitelj proteina koja sudjeluje u procesu prepoznavanja i popravljanja DNA. Međutim, tijekom apoptoze dolazi do interakcije s kaspazom-3, proteinom koji cijepa PARP i time rezultira njegovom deaktivacijom. Gubitkom svoje funkcije popravka DNA, PARP više ne može spriječiti nakupljanje oštećenja, čime kaspaza-3 učinkovito usmjerava teško oštećene stanice prema programiranoj staničnoj smrti.

### Interakcija kaspaze-3 i IAP-a u apoptozi
Aktivnost kaspaze-3 regulirana je njezinim interakcijama s inhibitorima, osobito članovima obitelji IAP (eng. Inhibitor of Apoptosis Proteins). Među njima se posebno ističe XIAP (eng. X-linked IAP) koji se izravno veže na aktivnu kaspazu-3, čime blokira njezinu funkciju i štiti stanice od prijevremenog ulaska u apoptozu. Međutim, u uvjetima snažnog apoptotskog signala, iz mitohondrija se otpuštaju proteini poput SMAC/DIABLO. Takvi se proteini vežu i neutraliziraju IAP proteine, oslobađajući pritom kaspazu-3 od njihove inhibicije i omogućujući daljnji tijek apoptoze.

## Bolesti

### Tumori
Smanjenom aktivnošću kaspaze-3 ili sniženom koncentracijom samog enzima može doći do disregulacije apoptoze i apoptotskih signalnih kaskadi. Takva funkcija ovog enzima može utjecati na povećani rast i proliferaciju stanica, a posljedično može nastati niz različitih tumora i malignih formacija. Problem nastaje i u alternativnom putu kada kaspaza-3 obavi svoju ulogu u apoptozi, a stanica i njezina DNA ne razgrade se u potpunosti drugim homeostatskim mehanizmima. U ovom slučaju mutirani dijelovi DNA mogu također uzrokovati produkciju i rast tumora. Neki od najčešćih tumora u kojima kaspaza-3 igra važnu ulogu jesu rak dojke i pluća.

### Alzheimerova bolest
Povećana aktivnost i koncentracija kaspaze-3 povezana je s pojavom i napretkom neurodegenerativnih bolesti. U Alzheimerovoj bolesti dolazi do povećanja koncentracije navedenog enzima te njegova funkcija postaje pojačana, a to u konačnici dovodi do brže i pretjerane razgradnje neurona te pogoršanja kliničke slike pacijenta.
Alzheimerova bolest očituje se nakupljanjem Aβ plakova i tau proteina koji uzrokuju upalu i proizvodnju reaktivnih kisikovih vrsti (ROS). Posljedično se pokreću intrinzični i ekstrinzični apoptotski putovi koji aktiviraju kaspazu-3 i vode stanicu, tj. neurone u programiranu smrt.

### Kardiovaskularne bolesti
Ishemično srčano tkivo, uslijed srčanog udara može dovesti do pretjerane aktivacije kaspaze-3 te do pretjeranog uništenja kardiomiocita. Progresivni gubitak kardiomiocita dovodi do smanjene funkcije srčanog mišića, a kao krajnju posljedicu može imati i zatajenje srca.

### Terapeutski pristup
Iako nema odobrene terapije za poboljšanje funkcije kaspaze-3, u tijeku je niz istraživanja koji pokazuju pozitivne rezultate in vitro i na modelnim organizmima. Genska terapija pokazuje vrlo dobre rezultate u nadomjesku kaspaze–3 kod tumora, a inhibitori kaspaze-3 daju nadu za olakšavanje simptoma i usporavanje progresije Alzheimerove bolesti i nekih srčanih bolesti.

### Metode istraživanja kaspaze-3
Najčešće metode koje mjere aktivnost i koncentraciju kaspaze-3 jesu Western blot, fluorescencija i protočna citometrija.